# Щуче (Приуральський район)
Щу́че (рос. Щучье) — селище у складі Приуральського району Ямало-Ненецького автономного округу Тюменської області, Росія. Входить до складу Білоярського сільського поселення.
Населення — 851 особа (2010, 1345 у 2002).
Національний склад станом на 2002 рік: ненці — 82 %.